# Andrzej Konarski (ur. 1938)
Andrzej Stefan Konarski (ur. 16 czerwca 1938 w Warszawie) – polski inżynier komunikacji i urbanista, działacz turystyczny, popularyzator i autor książek o Wrocławiu.

## Życiorys
Jest synem Ignacego (1900–1940), inżyniera hydrotechnika, który zginął w ZSSR po aresztowaniu w Słonimiu przez NKWD w listopadzie 1939 i Alicji z domu Fenik (1910–1989), nauczycielki. We Wrocławiu mieszka od 1949. Maturę uzyskał w 1955 w IV Liceum Ogólnokształcącym im. Stefana Żeromskiego we Wrocławiu. Ukończył studia na Wydziale Budownictwa Lądowego Politechniki Wrocławskiej w 1961. Przedstawił pracę dyplomową (pod kierunkiem prof. Jana Różyckiego) w formie projektu odcinka autostrady w rejonie Góry św. Anny. W 1967 ukończył dwuletnie Podyplomowe Studium Urbanistyki na Wydziale Architektury Politechniki Warszawskiej.
W okresach 1961–1963 i 1969–1978 był zatrudniony jako nauczyciel akademicki na Wydziale Budownictwa Lądowego Politechniki Wrocławskiej początkowo w Katedrze Geodezji, a później w Zakładzie Inżynierii Ruchu. W latach 1965–1970 i 1978–1986 był projektantem Biura Studiów i Projektów Komunikacji i Inżynierii Miejskiej we Wrocławiu. Następnie pracował jako główny projektant do spraw komunikacji w Wojewódzkim Biurze Planowania Przestrzennego we Wrocławiu i jego kolejnych transformacjach organizacyjnych, to jest Wojewódzkiej Pracowni Urbanistycznej i Wojewódzkim Biurze Urbanistycznym, aż do przejścia na emeryturę w 2004. Jednocześnie prowadził (2000–2005) dydaktykę w Katedrze Gospodarki Przestrzennej Uniwersytetu Przyrodniczego we Wrocławiu.

## Działalność zawodowa

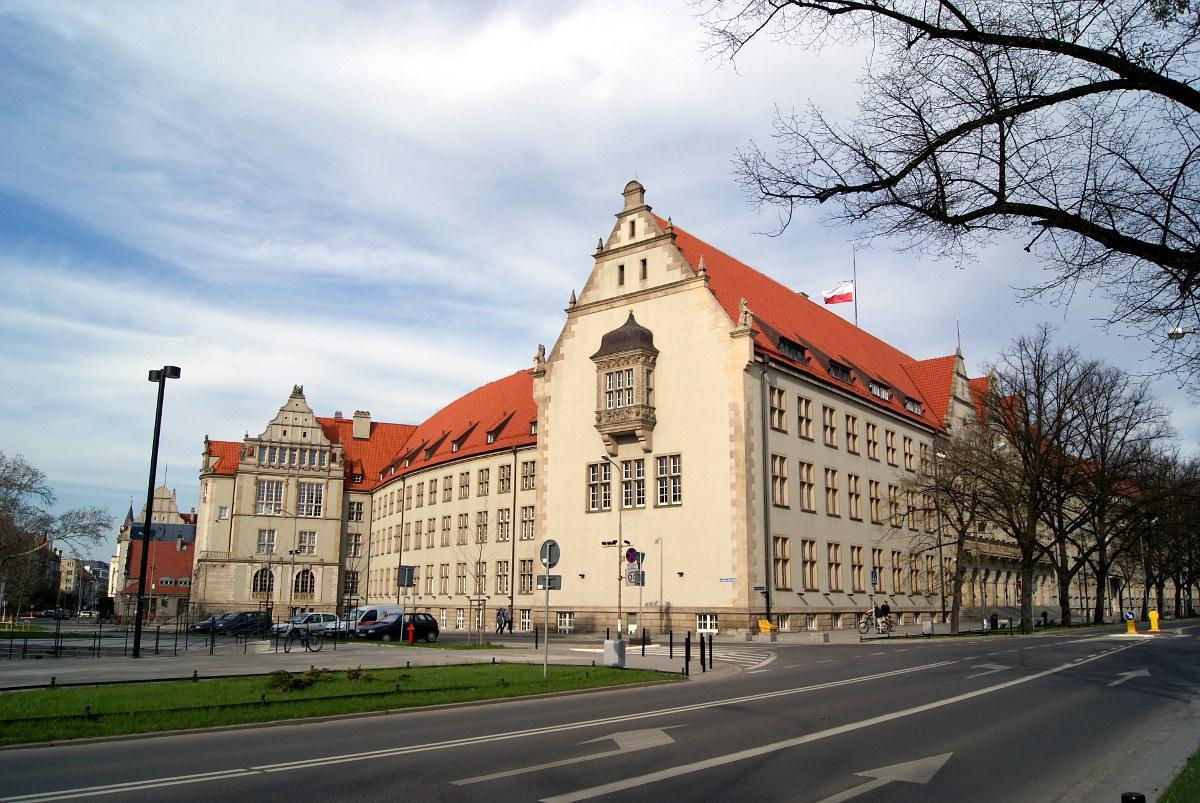
Budynek główny Politechniki Wrocławskiej,

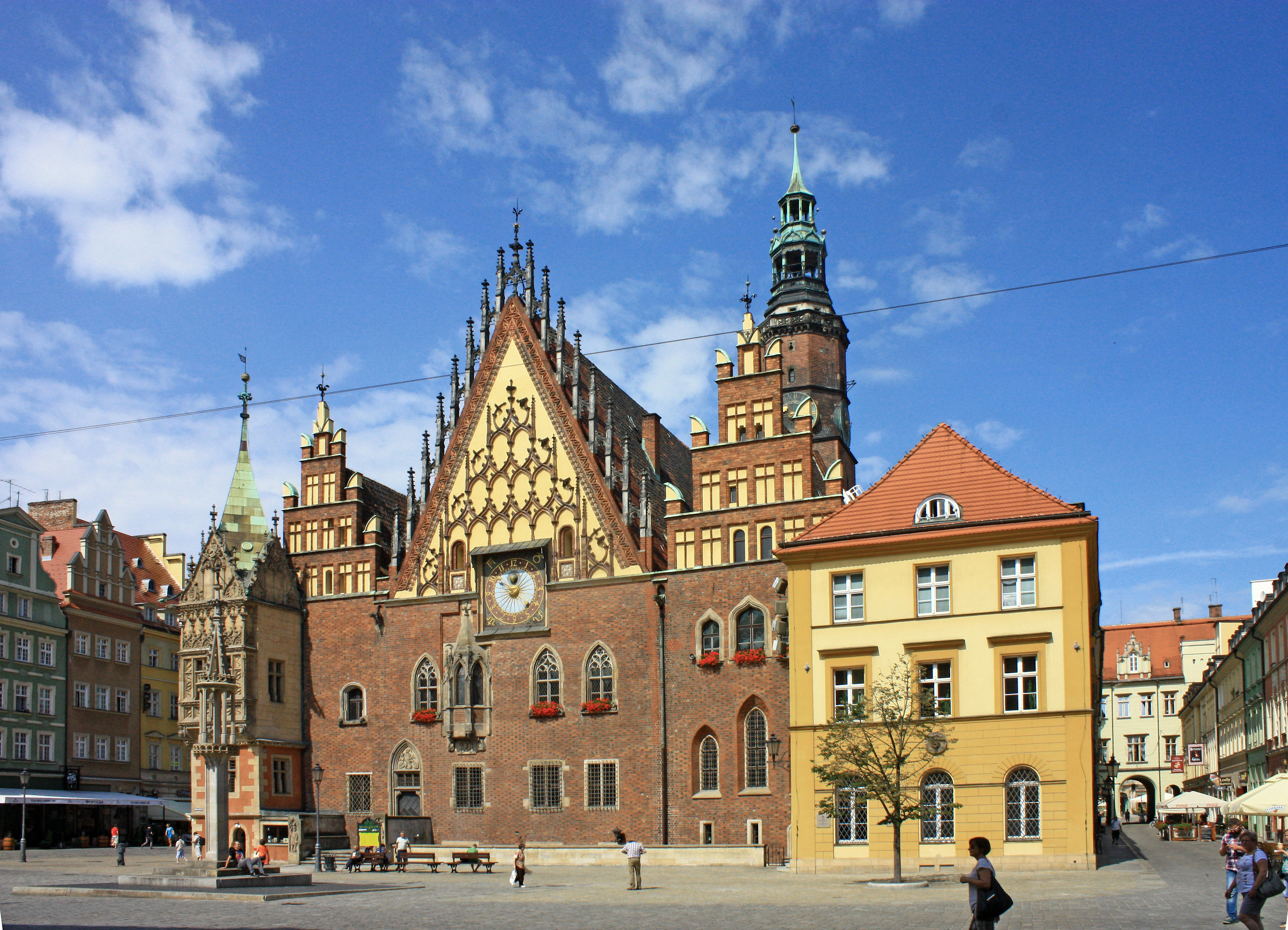
Ratusz we Wrocławiu, elewacja wschodnia,

Zajmuje się opracowaniami studialnymi i koncepcyjnymi oraz założeniami techniczno-ekonomicznymi przebudowy ulic i tras komunikacyjnych, a także studiami uwarunkowań i kierunkami zagospodarowania przestrzennego na poziomie gmin i miast w problematyce komunikacyjnej. Prowadził projekty studialne przebudowy dróg i węzłów komunikacyjnych we Wrocławiu i na Dolnym Śląsku. W 1971 razem z Tadeuszem Zipserem był jednym ze współautorów raportu o rozwojowych formach intensywnej zabudowy miejskiej. Analizował koncepcję Drogi Śródsudeckiej jako przykładu samochodowej drogi dla ruchu turystycznego. Był członkiem zespołu projektowego Studium Zagospodarowania Przestrzennego Pasma Odry. Przedstawił problem Odry jako bariery komunikacyjnej pomiędzy Niemcami a Polską, szczególnie w wypadkach powodzi jak tej z lipca 1997. Jego studialne projekty trasy z Długołęki do Bielan, zachodniego obejścia Kłodzka oraz Trasy S8 od Wrocławia do granicy województwa zostały już zrealizowane. Wyrażał opinie na temat zmian urbanistycznych w rejonie Dworca Świebodzkiego i potrzeby rewitalizacji wrocławskiego Rynku. Jest wyczulony na problemy miasta. Analizował koncepcję wrocławskiego tramwaju regionalnego. Zajmował się współdziałaniem komunikacji drogowej i szynowej w obsłudze regionów o wysokim stopniu urbanizacji. Od 1992 prowadzi własną pracownię projektową o problematyce komunikacyjnej „Trasa”.
Od 1963 jest członkiem Stowarzyszenia Inżynierów i Techników Komunikacji Rzeczpospolitej Polskiej (SIiTK). Przez trzy kadencje (2006–2018) był przewodniczącym Sądu Koleżeńskiego wrocławskiego Oddziału Stowarzyszenia. Za działalność w STiTK został wyróżniony odznakami srebrną, złotą i złotą z diamentem, a w 2018 otrzymał Honorową Odznakę.
Od 1968 jest członkiem Towarzystwa Urbanistów Polskich (TUP). Przez sześć kadencji (1993–2012) był prezesem oddziału wrocławskiego TUP, a także długoletnim członkiem zarządu głównego Towarzystwa. Został odznaczony srebrną i złotą odznaką TUP, a w 2018 XVI Zjazd TUP w Gdańsku nadał mu godność członka honorowego. Był członkiem komitetu organizacyjnego III Kongresu Urbanistyki Polskiej w 2006. W 2009 współorganizował we Wrocławiu konferencję naukową „Krajobrazy Europy – gospodarka planowa czy generowanie chaosu?”. Był także współorganizatorem Forum Metropolitalnego dyskutującego urbanistyczne problemy Wrocławia i regionu. W 2012 był jednym z patronów II/V Międzynarodowej Konferencji „Architektura bez granic – Kultura miasta, miasto w kulturze”.

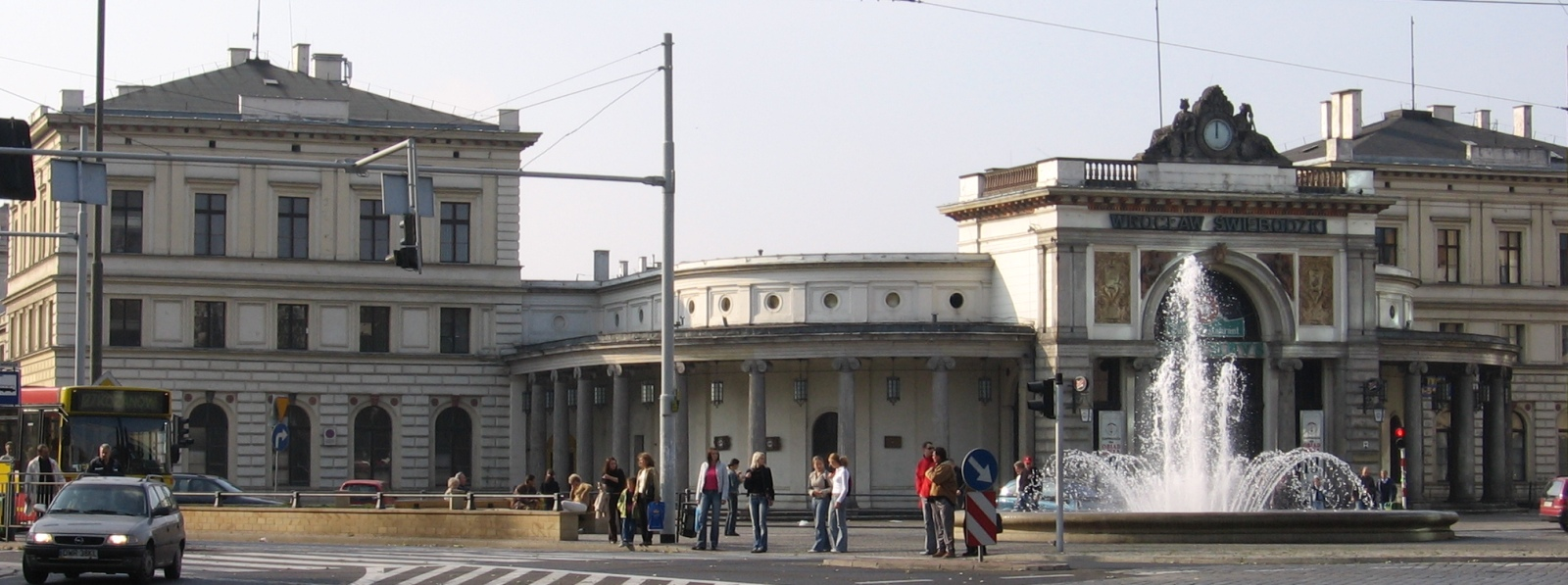
Dworzec Świebodzki we Wrocławiu,

Jako prezes TUP zabierał głos w sprawach planowania infrastruktury Wrocławia. W 2010 był inicjatorem budowy bariery energochłonnej rozdzielającej kierunki ruchu na odcinku głównego wylotu z Wrocławia na południe. Był współautorem apelu w sprawie bezpieczeństwa na ulicy Karkonoskiej. Był promotorem aktywizacji Dworca Świebodzkiego we Wrocławiu.

## Działalność społeczna

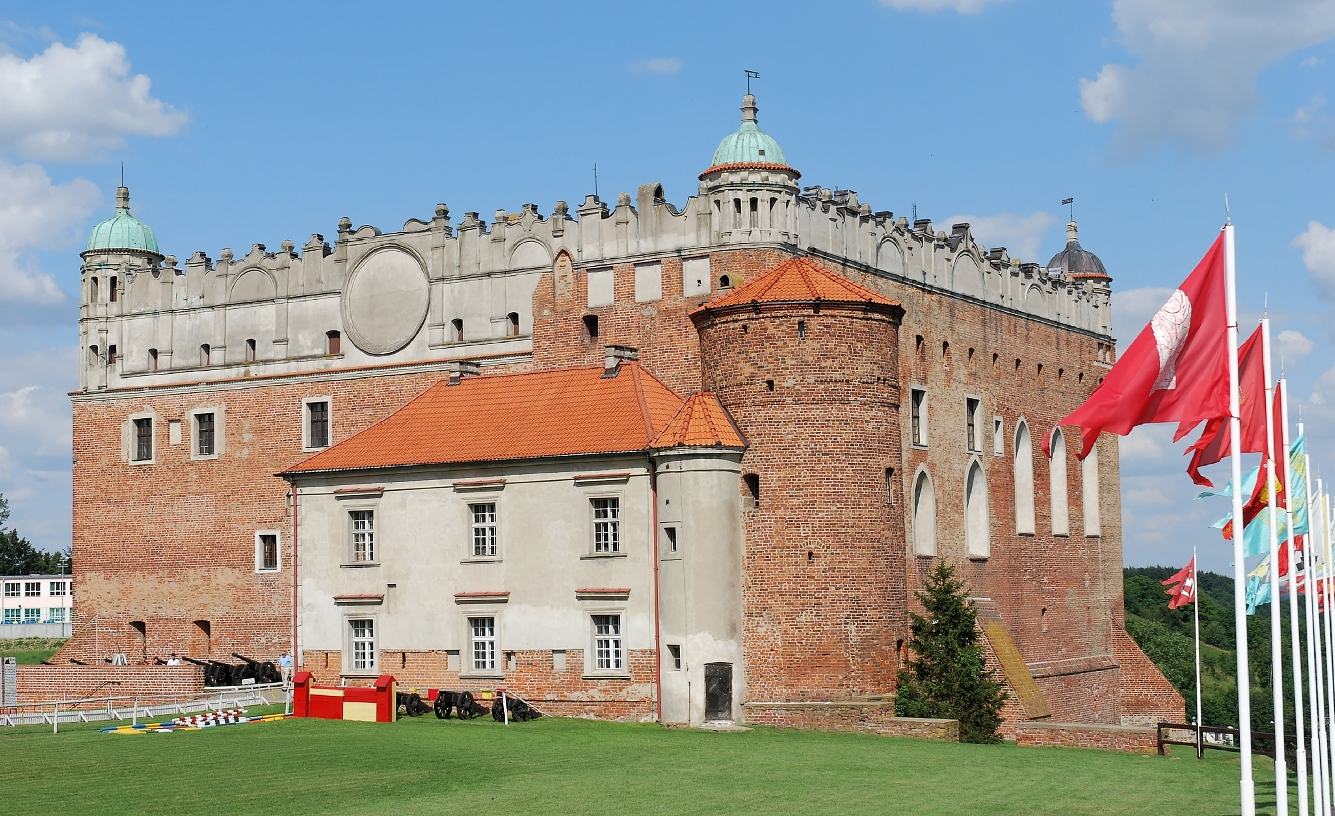
Zamek krzyżacki w Golubiu-Dobrzyniu z przełomu XIII i XIV wieku. Od 1971 miejsce konkursów krasomówczych,

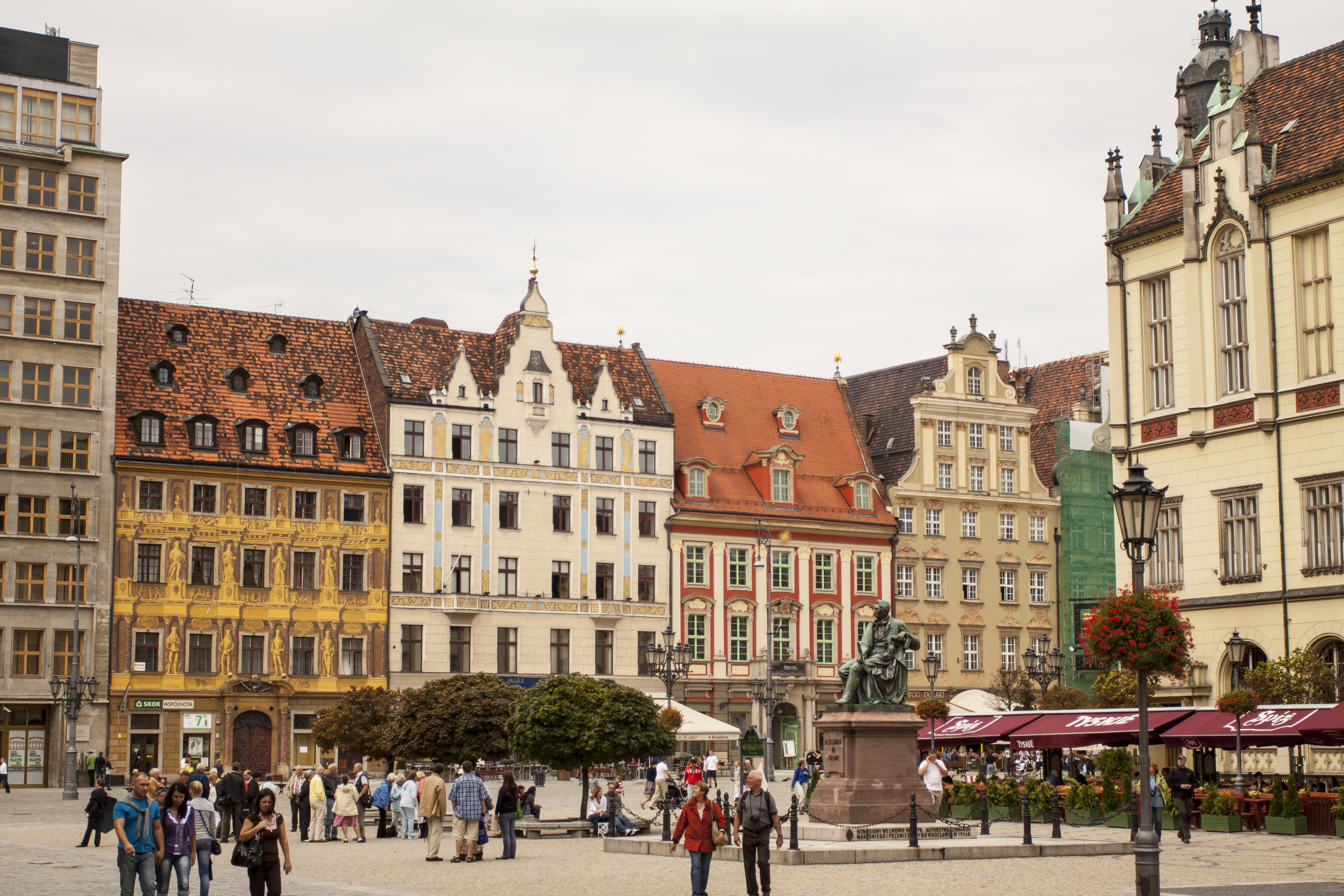
Blok zachodni wrocławskiego Rynku. Pomnik Aleksandra Fredry z prawej,

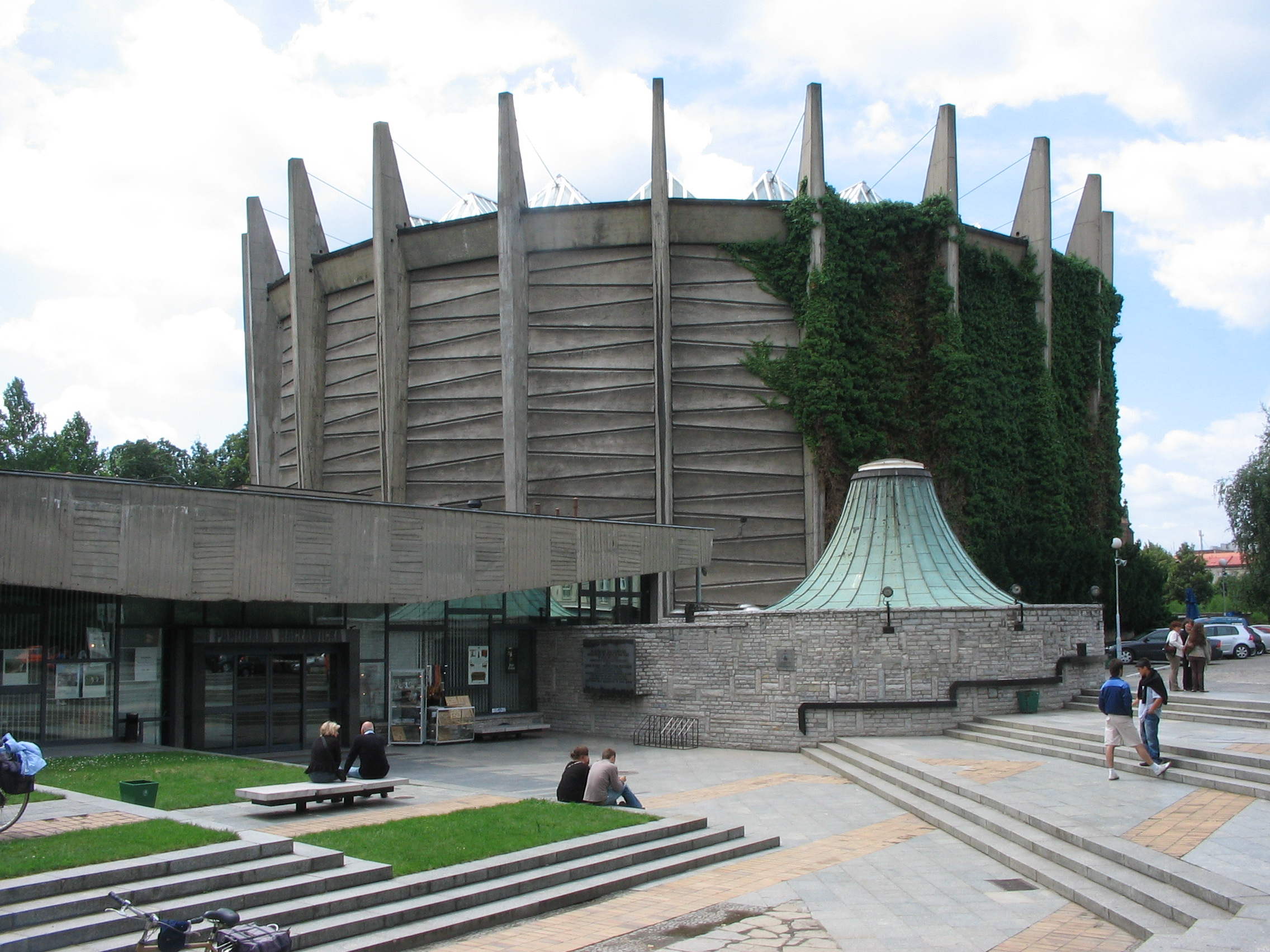
Rotunda Panoramy Racławickiej we Wrocławiu,

Od 1962 jest przewodnikiem po Wrocławiu i Dolnym Śląsku, a od 2001 także instruktorem przewodnictwa. Jest autorem informatorów, przewodników turystycznych i książek o historii Wrocławia, które były przedmiotem analiz naukowych.
W 1977 w krasomówczym konkursie przewodników odbywanym corocznie na Zamku w Golubiu-Dobrzyniu zdobył złoty laur. W konkursach tych uczestniczył także jako juror. W 1996 był współorganizatorem ogólnopolskiej XII pielgrzymki przewodników na Jasną Górę, w której wzięło udział około 1500 osób. Był laureatem konkursu krasomówczego w Toruniu w 2012.
Od 1955 jest aktywnym członkiem Polskiego Towarzystwa Turystyczno-Krajoznawczego (PTTK) w oddziale przy Politechnice Wrocławskiej, gdzie był wybierany na różne funkcje. Był także sekretarzem (1964–1968) i prezesem (1968–1970) Koła Przewodników Miejskich PTTK we Wrocławiu, członkiem oraz przez dwie kadencje (1981–1989) przewodniczącym Komisji Przewodnickiej przy Zarządzie Wojewódzkim PTTK, a także członkiem Komisji Przewodnickiej przy Zarządzie Głównym PTTK. W 1969 otrzymał dyplom Głównego Komitetu Kultury Fizycznej i Turystyki za „ofiarną działalność społeczną dla rozwoju turystyki”.
W okresie 1997–2009 był członkiem Zarządu Głównego PTTK. Zajmował się ochroną krajobrazu kulturowego, sprawami przewodnickimi, a także organizacją konkursów krasomówczych przewodników. Został wyróżniony srebrną i złotą honorową odznaką PTTK, a także odznaką „Za zasługi dla turystyki” i „Zasłużony Przewodnik PTTK”. W 2013 otrzymał godność członka honorowego PTTK. 
Jest współpracownikiem „Gościńca” – kwartalnika Zarządu Głównego PTTK. Przedstawił sylwetki zasłużonych działaczy turystycznych jak Krzysztofa Radosława Mazurskiego, Bronisława Turonia i Wandy Tomaszewskiej. W „Kalendarzu Wrocławskim XLV” opublikował obszerne wspomnienia o zasłużonych dla Wrocławia Wandzie Roszkowskiej i Marcinie Bukowskim.  W XLVII. tomie tego rocznika przedstawił biogramy przewodników wrocławskich, małżeństwa Anny i Oskara Andruszkiewiczów.
Działa także jako członek i wiceprezes Towarzystwa Miłośników Wrocławia (TMW), które nadało mu złotą odznakę (1997), a także „Laur Wrocławia” (2012). Jest honorowym prezesem w Klubie Turystów Miłośników Wrocławia TMW, a także członkiem honorowym  tego Towarzystwa. Był inicjatorem Wszechnicy Wiedzy o Wrocławiu, dla której od 2011 organizuje comiesięczne spotkania publiczności ze znawcami Wrocławia. Od 1985 prowadzi dla wszystkich zainteresowanych w każdą pierwszą niedzielę miesiąca „Spacery po Wrocławiu” sprzed pomnika Aleksandra Fredry na wrocławskim Rynku. Angażuje się w sprawy przewodnickie w innych miastach. W XXXI Wrocławskiej Księdze Pamięci (2019) napisano o Andrzeju Konarskim: „Jest niekwestionowanym i zasłużonym nestorem miejskiego przewodnictwa”.  
Był także członkiem zarządu Społecznego Komitetu Panoramy Racławickiej. W 2017 otrzymał honorową odznakę „Przyjaciel Panoramy Racławickiej”. Jest wykładowcą w uniwersytecie trzeciego wieku przy Uniwersytecie Ekonomicznym we Wrocławiu. Jest członkiem Dolnośląskiego Towarzystwa Regionalnego. Od 1957 jest aktywnym członkiem wrocławskiego Klubu Muzyki i Literatury. Z okazji 65-lecia Klubu i 25-lecia Oficyny Wydawniczej Akwedukt otrzymał w 2024 medal „za wieloletnią owocną współpracę”.
W 2025 wydał książkę o prawdziwym kapitanie Klossie, mało znanym polskim patriocie kpt. Władysławie Boczoniu – represjonowanym po wojnie oficerze AK, działającym w roli oficera Abwehry.

## Publikacje książkowe
- Wrocław, wyd. 2, Wrocław: Krajowa Agencja Wydawnicza – Dolnośląski Ośrodek Informacji Turystycznej, 1974, s. 118. (także kilka edycji językowych).
- Przepustowość dróg i ulic, Wrocław: Wydawnictwo Politechniki Wrocławskiej, 1977, s. 237 [dostęp 2020-08-04].
- 434 zagadki o Wrocławiu, Wrocław: Towarzystwo Miłośników Wrocławia, 1999, s. 346, ISBN 978-83-910467-0-8.
- 604 zagadki o Wrocławiu, wyd. 2, Wrocław: Wydawnictwo eMKa, 2017, s. 460, ISBN 978-83-934749-5-0.
- 654 zagadki o Wrocławiu, wyd. 3 rozszerzone, Wrocław: Wrocławskie Wydawnictwo EMKA, 2022, s. 519, ISBN 978-83-957326-9-0.
- Historia Wrocławskiego Oddziału Towarzystwa Urbanistów Polskich. Wrocław: Wrocławskie Wydawnictwo EMKA, 2022, s. 103, współautor: Aleksandra Ruzikowska-Chmiel. ISBN 978-83-67259-09-5.
- Nasi mistrzowie urbaniści. Wrocław: Wrocławskie Wydawnictwo EMKA, 2025, s. 263, (autorskie, często osobiste, wspomnienia o 45 wybitnych urbanistach działających we Wrocławiu po 1945). ISBN 978-83-67259-34-7.
- Kpt. Władysław Boczoń - prawdziwy kapitan Kloss. Jego niezwykłe związki z Wrocławiem. Wrocław: Wrocławskie Wydawnictwo EMKA, 2025, s. 65. ISBN 978-83-67259-36-1.

Jest także autorem broszur:
- Układy komunikacyjne: Zbiór podstawowych wiadomości z zakresu projektowania dróg i ulic, Wrocław: Reprotechnika, 2005, s. 97 (skrypt dla studentów III i IV roku kierunku Gospodarka Przestrzenna Akademii Rolniczej we Wrocławiu w latach 2003–2005).
- Wrocław: Rozwój przestrzenny miasta, Wrocław: Reprotechnika, 2009, s. 56 (skrypt – materiał szkoleniowy dla przewodników).

## Odznaczenia państwowe i samorządowe
Za działalność zawodową i społeczną otrzymał Krzyż Oficerski Orderu Odrodzenia Polski (2009), Krzyż Kawalerski Orderu Odrodzenia Polski (2005), Złoty Krzyż Zasługi (1996) oraz Srebrny Krzyż Zasługi (1987).
Nadano mu także odznakę Budowniczego Wrocławia (1968), złotą odznakę „Zasłużony Działacz Kultury” (1978), złotą odznakę „Zasłużony dla Województwa Wrocławskiego i Miasta Wrocławia” (1988), złotą honorową odznakę „Zasłużony dla Województwa Dolnośląskiego” (2014). W 2019 Prezydent Wrocławia wręczył mu medal i dyplom „Zasłużony dla Wrocławia – Merito de Wratislavia”.

## Inne informacje
Posiada zielony pas (4. kyū) w dyscyplinie sportowej aikido. Na V Salonie Barwnych Przeźroczy DIA-POL '80 w Radomiu otrzymał Srebrne Trofeum i Srebrny Medal FASFP.